# Agapostemon aenigma
Agapostemon aenigma är en biart som beskrevs av Roberts 1972. Agapostemon aenigma ingår i släktet Agapostemon och familjen vägbin. Inga underarter finns listade i Catalogue of Life.